# Zuidelijke grasuil
De zuidelijke grasuil (Mythimna vitellina) is een nachtvlinder uit de familie van de Noctuidae, de uilen. De vlinder heeft een voorvleugellengte van 12 tot 14 millimeter. De soort komt verspreid over Zuid-Europa en het zuidelijke deel van Oost-Europa voor.

## Waardplanten
De zuidelijke grasuil heeft allerlei grassen, zoals kropaar en straatgras als waardplanten.

## Voorkomen in Nederland en België
De zuidelijke grasuil is in Nederland en België een zeldzame trekvlinder, die verspreid over het hele gebied kan worden gezien. De vliegtijd is van halverwege juni tot halverwege oktober in twee generatie.